# Julius Christiaan van Oven

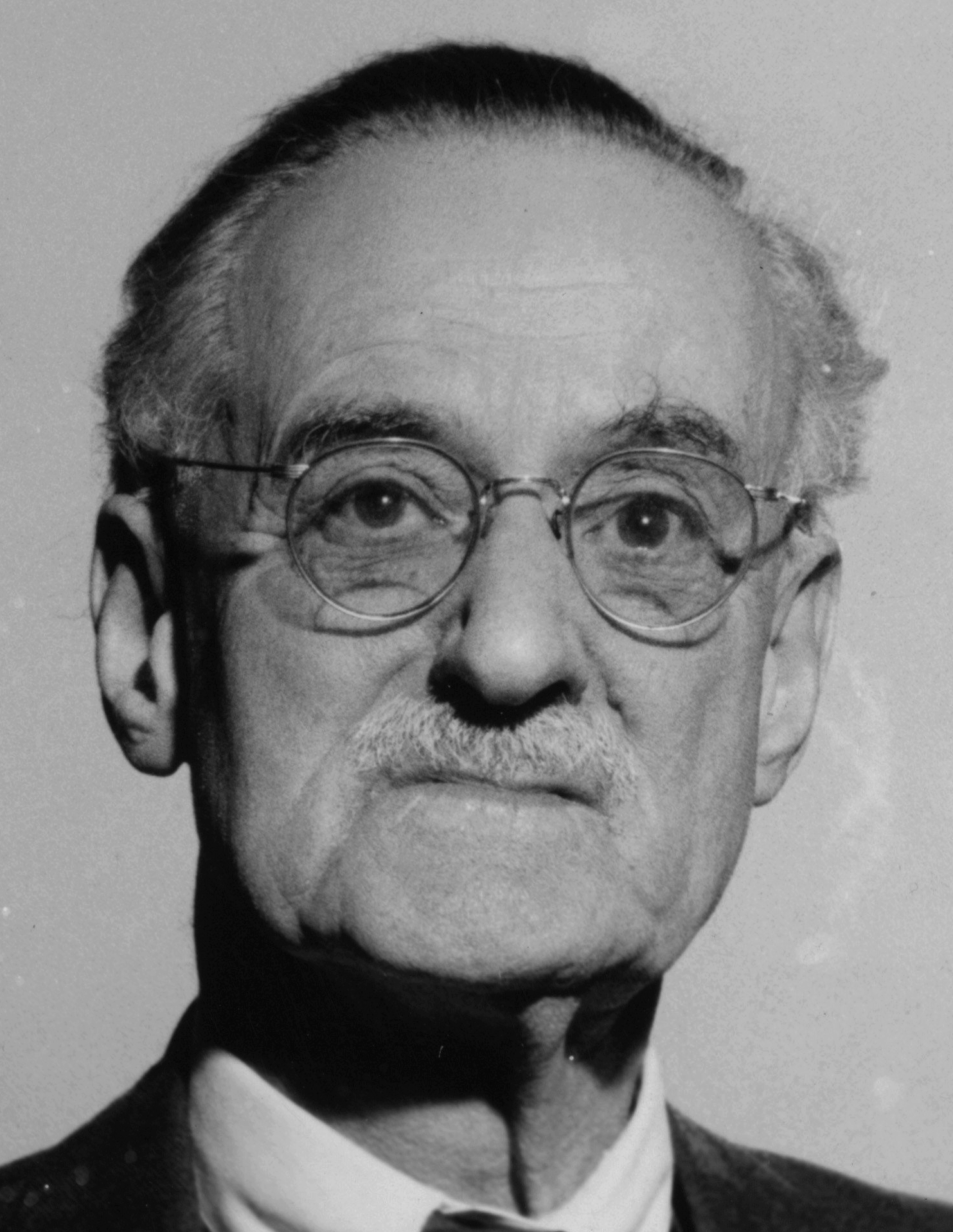
Julius Christiaan van Oven

Julius Christiaan van Oven (* 17. November 1881 in Dordrecht; † 16. März 1963 in Leiden) war ein niederländischer Rechtswissenschaftler und Politiker (PvdA). Von 1924 bis 1952 lehrte er als Professor für Römisches Recht an der Universität Leiden. Er war von Februar bis Oktober 1956 Justizminister der Niederlande.

## Leben
Julius Christian stammte aus einer ursprünglich jüdischen Familie. Er wurde als Sohn des Rektors der höheren Bürgerschule Adolph Samuel van Oven (* 26. Oktober 1837 in Den Haag; † 17. August 1915 in Dordrecht) und dessen zweiter Frau Susanne Julie van Deventer (* 28. Februar 1856 in Dordrecht; † 13. März 1935 ebd.) geboren. Er selbst hatte dort die höhere Bürgerschule in Dordrecht besucht und wechselte 1898 an das dortige Gymnasium A. Nach bestandenem Abitur bezog er 1900 die Universität von Amsterdam, wo er die Rechtswissenschaften studierte und wo vor allem Johannes Fredericus Houwing (* 17. April 1857 in Blokzijl; † 10. März 1921 in Doorn) sein prägender Lehrer wurde. Unter diesem promovierte van Oven am 15. Dezember 1905 mit der Arbeit De Bezitsbescherming en hare functies (deutsch: Die Eigentumssicherung und seine Funktionen). Danach arbeitete er von 1905 bis 1907 als Anwalt in Amsterdam und wurde 1907 Redakteur für ausländische Angelegenheiten der Zeitung Het Nieuws van den Dag. Während seiner Journalistenphase publizierte er auch eine Anzahl von Abhandlungen in juristischen Fachzeitschriften, welche zivilrechtliche, arbeitsrechtliche, strafrechtliche Themen und das römische Recht behandelten.
Am 1. Juni 1917 wurde er zum Professor für römisches Recht und Geschichte an die Universität Groningen berufen, welche Aufgabe er am 29. September 1917 mit der Einführungsrede Verleden en Toekomst (deutsch: Vergangenheit und Zukunft) antrat. Am 29. November 1924 erhielt er eine Berufung auf die Professur für römisches Recht und Geschichte an der Universität Leiden, welches Amt er am 11. März 1925 mit der Antrittsrede Over de beteekenis der historische beoefening van het Romeinsche recht voor de studie van het hedendaagsche privaatrecht (deutsch: Über die Bedeutung der historischen Ausübung des römischen Rechts, für die Studien des heutigen Privatrechts) übernahm. Van Oven gründete 1925 die Zeitschrift Nederlands Juristenblad (NJB), welche 1936 mit der Zeitschrift Weekblad van het Recht fusionierte. Er war auch Mitredakteur der Zeitschriften Nederlands Juristenblad, Tijdschrift voor Rechtsgeschiedenis (TvR) und Weekblad voor Privaatrecht, Notarisambt en Registratief (WPNR), für welche er zahlreiche Artikel beisteuerte. 1935 errichtete er gemeinsam mit Bernard Abraham van Groningen und Martin David das Leidener Papyrologisch Kabinet, welches 1962 im Leidener Papyrologisch Instituut aufging.
Während der deutschen Besatzungszeit (1940–1945) der Niederlande im Zweiten Weltkrieg wurde er nach der Festnahme von Rudolph Cleveringa im November 1941 Dekan der juristischen Fakultät, in welcher Eigenschaft er sich gegen die nationalsozialistische Ausrichtung der Universität einsetzte. Er wurde daher mit einer Freiheitsstrafe bedroht. Daraufhin reichte er seine Entlassung ein, wurde am 11. März 1942 aus seiner Professur entlassen und verbrachte die Besatzerzeit in der Verbannung in Boekelo. Nach der Besatzungszeit nahm er am 5. Mai 1945 seine Professur wieder auf. Als Berater beim Sondergerichtshof in Den Haag, wirkte er als Richter im Prozess gegen den niederländischen nationalsozialistischen Führer Anton Mussert. Ab 1946 engagierte sich van Oven im Vrijzinnig Democratische Bond (VDB) und in der Partij van de Arbeid (PvdA). Im Akademiejahr 1947/48 wurde er Rektor der Leidener Alma Mater, wozu er am 9. Februar 1948 die Rektoratsrede bekoring der rechtsgeschiedenis (deutsch: Zauber der Rechtsgeschichte) hielt und in welcher Eigenschaft er Jan Christiaan Smuts die Ehrendoktorwürde der Leidener Hochschule verlieh.
1948 wurde er Mitglied der königlich niederländischen Akademie der Wissenschaften, war Mitglied der Gesellschaft für niederländische Literatur in Leiden und der Koninklijke Vlaamse Academie van België voor Wetenschappen en Kunsten. 1951 wurde er Ritter des Ordens vom niederländischen Löwen und 1956 wurde er Kommandeur des Ordens von Oranje Nassau. Nach dem Erreichen seines 70. Lebensjahrs wurde er am 1. Dezember 1951 aus seiner Professur emeritiert, woraufhin am 15. September 1952 der dazu notwendige königliche Beschluss erfolgte. Nach einiger Zeit der Ruhestandsphase, wurde van Oven nach dem Tod von Leendert Antonie Donker (* 7. September 1899 in Almkerk; † 4. Februar 1956 in Rotterdam), durch den niederländischen Ministerpräsidenten Willem Drees am 15. Februar 1956 in dessen zweites Kabinett als Justizminister berufen und war für dieses ab dem 7. Juli 1956 als Innenminister tätig. Dieses kurze politische Intermezzo endete mit der Auflösung des Kabinetts am 13. Oktober 1956. In seinen letzten Lebensjahren widmete er sich ab 1959 der Leidener Flüchtlingshilfe, deren Vorsitzender er war.

## Familie
Van Oven verheiratete sich am 7. Januar 1909 in Haarlem mit der späteren Kinderbuchautorin Maria Cornelia van Doorn (* 17. Juni 1885 in Den Helder; † 5. November 1957 in Leiden), die Tochter des Kapitänsleutnants der niederländischen Marine Marinus Cornelis van Doorn (* 29. Oktober 1846 in Haarlem; † 7. August 1892 in Weltevreden) und dessen am 24. August 1876 geheirateten Frau Anna Georgina Derx (* um 1855 in Haarlem; † 3. Oktober 1892 ebd.). Aus der Ehe stammen drei Söhne und zwei Töchter. Von den Kindern kennt man:
- Anna van Oven (* 1. Februar 1910 in Amsterdam) verh. 29. Dezember 1928 in Leiden mit Karel Frederik Vaas (* 29. Oktober 1911 in Arnhem; † 27. April 1980 in Yerseke)
- Adolf (Dolf) van Oven (* 18. Februar 1911 in Amsterdam; † 21. März 1983 in 's-Hertogenbosch) Professor für Handelsrecht in Leiden, verh. Elisabeth (Elly) Kröner (* 24. Oktober 1914; † 8. September 1993 in Oisterwijk)
- Conrad van Oven (* 29. August 1913 in Amsterdam; † 24. März 1996 in Groningen) verh. 24. Dezember 1942 in Dordrecht mit Magdalena Wilhelmina van Heurn (* 2. November 1917 in Den Haag; † 20. März 2008 in Groningen)
- Jules van Oven (* 5. Mai 1916 in Amsterdam; † 17. Dezember 1942 ebd.)
- Elisabeth van Oven (* 29. November 1925 in Leiden) verh. 17. Juli 1947 in Leiden mit Francois Gérard Rotteveel Mansveld (* 3. Dezember 1917 in Den Haag; † 31. Januar 2007 in Amsterdam)

## Werke (Auswahl)
- De bezitsbescherming en hare functies. Amsterdam 1905
- Mr. Conrad Theodor van Deventer, geboren te Dordrecht 29 September, overleden te Den Haag 27 September 1915. Amsterdam 1915
- Verleden en toekomst. Zwolle 1917
- Praeadvies over causa en levering. Den Haag 1924
- Over de beteekenis der historische beoefening van het Romeinsche recht voor de studie van het hedendaagsche privaatrecht. Zwolle 1925
- Romeinschrechtelijke teksten. Zwolle 1925–1927, 2. Bde.
- Levensverzekering en Burgerlijk Recht. Den Haag, 1931
- Overzicht van Romeins privaatrecht. Zwolle 1934; 2. Aufl. 1938; 3. Aufl. 1945; 4. Aufl. 1947; 5. Aufl. 1954; 7. Aufl. 1964;
- Leerboek van Romeinsch privaatrecht. Leiden 1945; 2. Aufl. 1946; 3. Aufl. 1948
- De bekoring der rechtsgeschiedenis. Zwolle 1948, 1952
- Testamentum. Arnhem 1951
- Waarom jurist? Leiden 1952